# Leichter Panzerspähwagen
Leichter Panzerspähwagen (în traducere din germană: vehicul blindat ușor de recunoaștere) a fost denumirea unei serii de mașini blindate ușoare, cu 4 roți și tracțiune integrală,  fabricate de către Germania nazistă între anii 1935 și 1944.

## Proiectare
Mașinile blindate Leichter Panzerspähwagen au fost proiectate de firma Eisenwerk Weserhütte din orașul Bad Oeynhausen. Șasiurile erau construite de către Auto Union din orașul Zwickau și erau asamblate de către uzinele F. Schichau din Elbląg și Maschinenfabrik Niedersachsen din Hanovra. Vehiculele erau propulsate inițial de un motor Horch de 3,5 litri pe benzină, acesta fiind mai târziu înlocuit cu unul cu o capacitate de 3,8 litri. Toată seria a beneficiat de tracțiune integrală, până în 1943 anvelopele fiind antiglonț.
Blindajul avea o grosime de 8 mm în partea frontală și în lateral, iar în spate, la plafon și podea avea o grosime de 5 mm. Ulterior, blindajul a crescut la 14,5 mm sau 30 de mm, în funcție de model.  

### SdKfz. 221
Primul vehicul al seriei și totodată modelul de bază, proiectat în 1934. Producția a încetat în mai 1940, acest model fiind construit în 339 de exemplare. Vehiculul era folosit pentru recunoștere și exploatarea breșelor. Motorul era amplasat în spate, iar suspensia era independentă pentru fiecare roată. Echipajul era format din 2 persoane: șofer și comandant. Comandantul se ocupa și de mitraliera din turelă; acesta putea fi folosită defensiv împotriva aviației. Inițial, mitraliera era de tipul MG 13, însă din 1938 acest tip de mitralieră a fost înlocuit de MG 34.
Blindajul era format din plăci sudate la un unghi de 35° care protejau echipajul de gloațele de calibru 8 mm sau de mitralierele de calibru 7,62 mm. În timpul producției, SdKfz 221 nu a beneficiat de un aparat de radio, însă ulterior, din 1941, a fost echipată cu un radio cu rază scurtă de acțiune. Comunicarea cu alte vehicule se făcea inițial prin semne cu mâna sau prin stegulețe de semnalizare. Turela nu avea plafon, fiind protejată împotriva grenadelor de mână de o plasă de sârmă. SdKfz 221 a fost echipat din anul 1942 cu un tun de 2,8 cm sPzB 41 pentru a prelungi durata de exploatare. Greutatea totală era de 4 tone. Câteva exemplare au fost livrate Chinei.

### SdKfz. 222

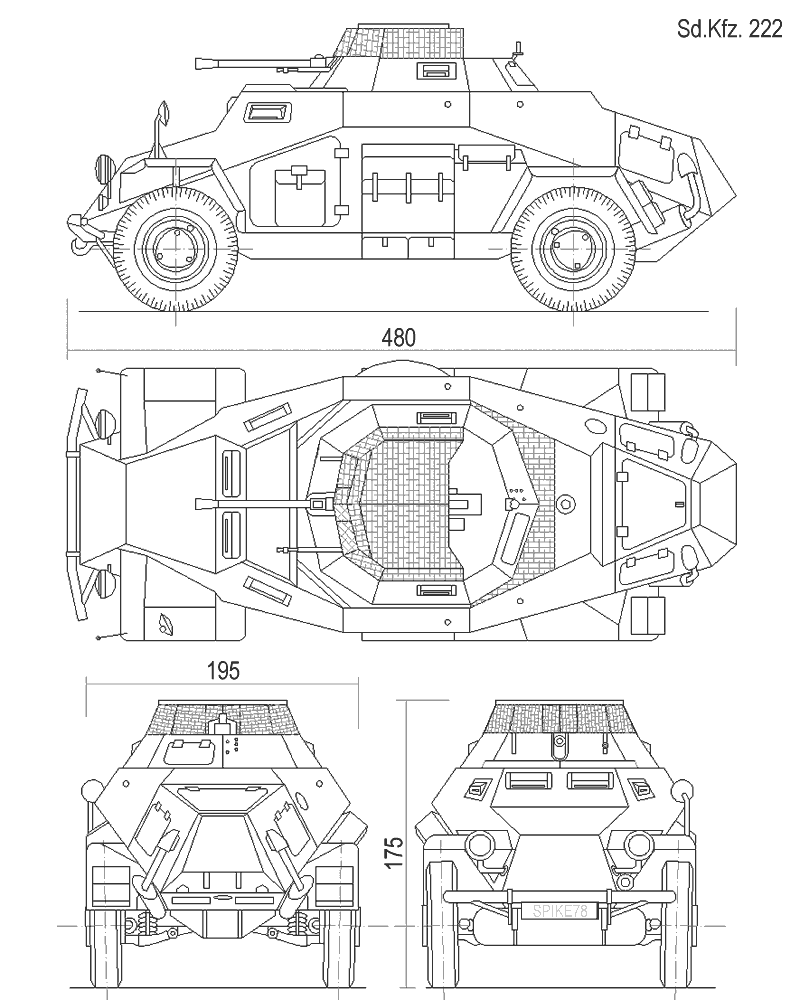
Desen tehnic SdKfz 222

SdKfz. 222 era o versiune modificată a autovehiculului SdKfz. 221. Turela era mai mare, mașina blindată fiind înarmată cu un tun automat de 2 cm KwK 30 L/55. O mitralieră Maschinengewehr 34 era montată coaxial pe un piedestal și putea fi orientată într-o pozitie aproape verticală, pentru a fi folosită defensiv împotriva aviației. Echipajul era format din 3 persoane: comandantul/servant, tunarul și șoferul. Din luna mai a anului 1942, blindajul frontal a fost mărit la 30 de mm, șasiul a fost îmbunătățit, motorul a fost schimbat cu unul de 3,8 litri, iar autovehiculul a beneficiat de frâne hidraulice. Spre deosebire de SdKfz. 221, care nu putea manevra decât roțile din față, SdKfz. 222 folosea toate cele 4 roți pentru direcție. Greutatea a ajuns la 4,8 tone. În total au fost fabricate 989 de vehicule de acest tip, din 1936 până în iunie 1943.

### SdKfz. 223
SdKfz. 223 era echipat cu un transmițător radio cu rază lungă de acțiune. Turela era amplasată mai în spate, pentru a face loc aparatului radio. Antena avea formă rectangulară. Vehiculul era echipat doar cu o mitralieră MG 34. Echipajul era format din 3 persoane: comandantul autovehiculului, care manevra și mitraliera, operatorul radio și șoferul. În luna mai a anului 1942, acest model a suferit aceleași schimbări ca și SdKfz. 222: șasiu nou, motor mai mare, blindaj de 30 mm, frâne hidraulice, precum și dotarea cu un radio cu rază scurtă de acțiune. Greutatea era de 4,56 tone. În total au fost fabricate 550 de vehicule de acest tip, din 1935 până în ianuarie 1944 când producția a fost oprită.

## Alte variante
- SdKfz 221 mit 2.8cm - SdKfz 221 înarmate cu un tun de 28 mm sPzB 41.
- Kleine Panzerfunkwagen SdKfz 260 - mașini blindate dotate cu un radio cu rază medie de acțiune. Antena era clasică.
- Kleine Panzerfunkwagen SdKfz 261 - mașini blindate dotate cu un radio cu rază lungă de acțiune. Antena avea forma unui cadru de pat și putea fi pliată.

Atât SdKfz 260 cât și SdKfz 261 erau destinate trupelor de transmisiuni, fiind folosite de armata germană din primăvara anului 1941 până la sfârșitul războiului. Aceste 2 variante nu erau dotate cu armament, în afară de armele echipajului. 493 de vehicule de acest tip au fost fabricate din noiembrie 1940 până în aprilie 1943.

## Utilizare

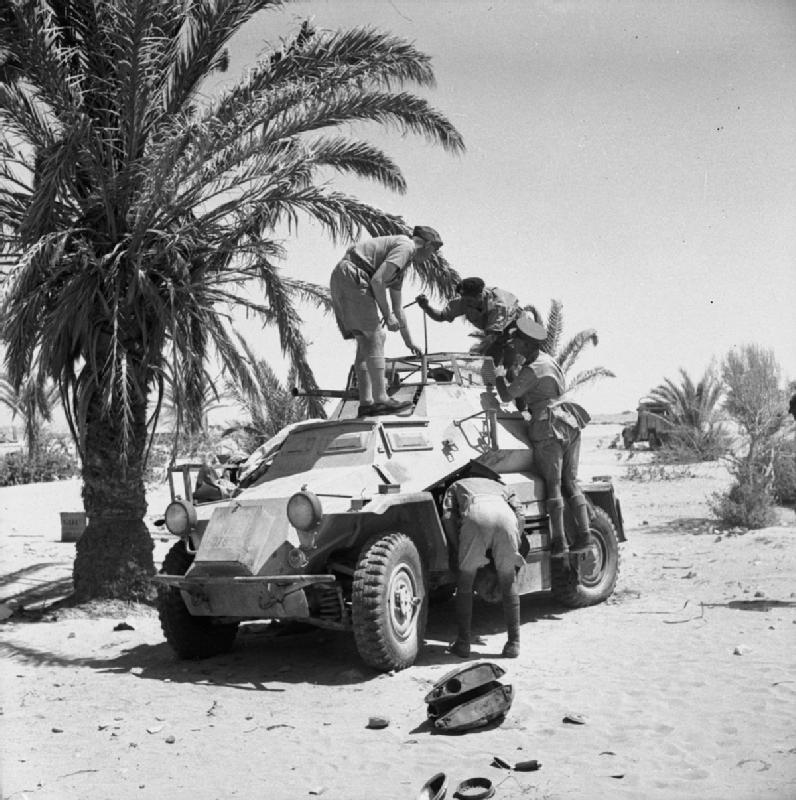
Soldații englezi inspectează un vehicul capturat SdKfz 222, Africa de Nord, 1941.

Mașinile blindate Leichter Panzerspähwagen au fost utilizate de către batalioanele de recunoaștere Aufklärungs-Abteilung din cadrul diviziilor Panzer. Aceste vehicule au fost treptat înlocuite pe Frontul de Răsărit și în Africa de Nord de semișenilatele SdKfz 250, din cauza infrastructurii slabe din aceste zone. Practic, vehiculele Panzerspähwagen nu puteau traversa șanțuri sau tranșee fără ajutor. Aceste mașini blindate au fost însă folosite cu succes pe Frontul de Vest, unde exista o rețea bogată de drumuri.

## Utilizarea în România
Autoblindatele Leichter Panzerspähwagen erau organizate în companii de recunoaștere din cadrul diviziilor blindate și erau denumite oficial AB în inventarul armatei române. Pe 12 decembrie 1942, Grupul de cercetare al Diviziei 1 blindate a fost echipat cu o companie de autoblindate SdKfz 222 (10 vehicule). 40 de autoblindate SdKfz 222 au fost livrate armatei române începând cu luna septembrie a anului 1943 ca urmare a planului de livrare de armament Olivenbaum. Detașamentul Niculescu avea 5 vehicule SdKfz 222 la dispoziție în timpul luptelor pentru eliberarea Transilvaniei din septembrie 1944. La începutul anului 1945, Regimentul 2 Care de Luptă avea 8 mașini blindate SdKfz 222. Pe 15 noiembrie 1947, Armata Română avea 13 autoblindate SdKfz 222 în dotare.